# Ганс Турнер
Ганс Турнер (нім. Hans Thurner; 24 жовтня 1918, Інсбрук — 11 червня 1944, Нормандія) — німецький льотчик-ас бомбардувальної авіації, гауптман люфтваффе. Кавалер Лицарського хреста Залізного хреста з дубовим листям.

## Біографія
Після закінчення авіаційного училища зарахований в бомбардувальну авіацію. В складі 9-ї ескадрильї 55-ї бомбардувальної ескадри брав участь в Німецько-радянській війні. В травні 1942 року переведений в 6-у бомбардувальну ескадру, дислоковану в Франції. З 6 квітня 1943 року — командир 1-ї групи 6-ї бомбардувальної ескадри. Літав на Ju.188. Учасник боїв у Нормандії. 11 червня 1944 року його літак був збитий, тіло Турнера не було знайдене.
Всього за час бойових дій здійснив понад 1000 бойових вильотів.

## Нагороди
- Нагрудний знак пілота
- Залізний хрест
  - 2-го класу (18 вересня 1940)
  - 1-го класу (30 вересня 1940)
- Почесний Кубок Люфтваффе (2 квітня 1941)
- Лицарський хрест Залізного хреста з дубовим листям
  - лицарський хрест (6 серпня 1941)
  - дубове листя (№587; 17 вересня 1944)
- Німецький хрест в золоті (1 листопада 1943)
- Авіаційна планка бомбардувальника в золоті з підвіскою «1000»